# Große Olympiaschanze
O Große Olympiaschanze (Grande Morro Olímpico, em português) é um morro utilizado para a prática do salto de esqui, localizado em Garmisch-Partenkirchen, na Alemanha.
Durante os Jogos Olímpicos de Inverno de 1936 foi o local onde se realizou as cerimônias de abertura e encerramento, além de sediar as disputas do salto de esqui e um dos eventos do combinado nórdico. Nas proximidades da pista foi realizado as provas do esqui cross-country.

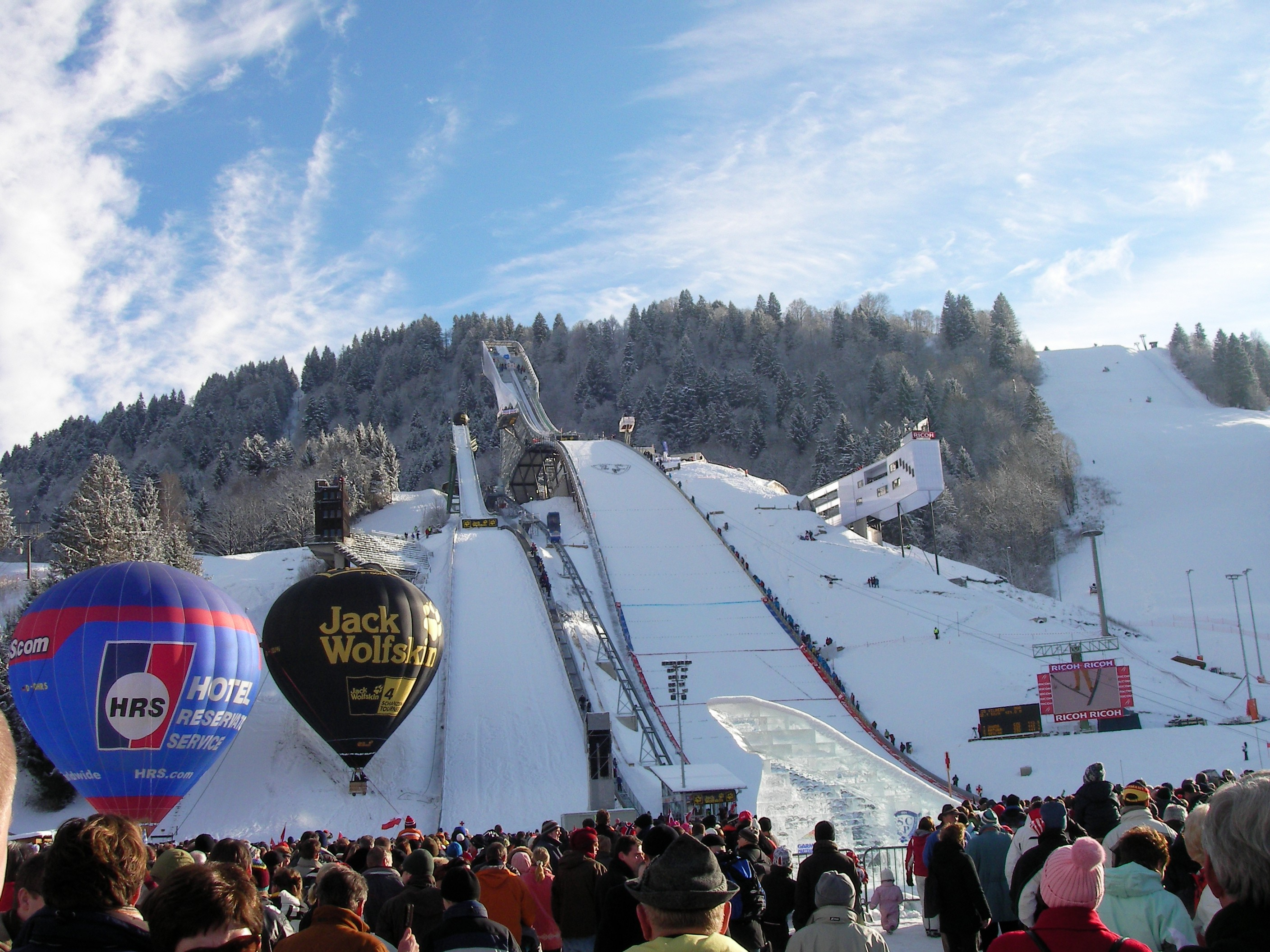
Salto de esqui no Ano Novo de 2008.